# Kaia Iva
Kaia Iva (n. 28 aprilie 1964, Türi, Regiunea Järva, Estonia – d. 2 noiembrie 2023) a fost o politiciană estoniană. A fost primarul orașului Türi din 2002 până în 2005, membră al Riigikogu din 2007 până în 2015 și ministru al protecției sociale din Estonia din 23 noiembrie 2016 până din 29 aprilie 2019.

## Deces
Kaia Iva a murit pe 2 noiembrie 2023, la vârsta de 59 de ani, după o lungă boală.